# Francisco Manuel de Melo
Francisco Manuel de Melo (Lisboa, 23 de noviembre de 1608-24 de agosto de 1666) fue un escritor, político y militar portugués. Historiador, pedagogo, moralista, dramaturgo y poeta bilingüe en portugués y español, fue un representante importante de la literatura barroca peninsular. Formó parte igualmente de la historia literaria, política y militar de España.

## Biografía

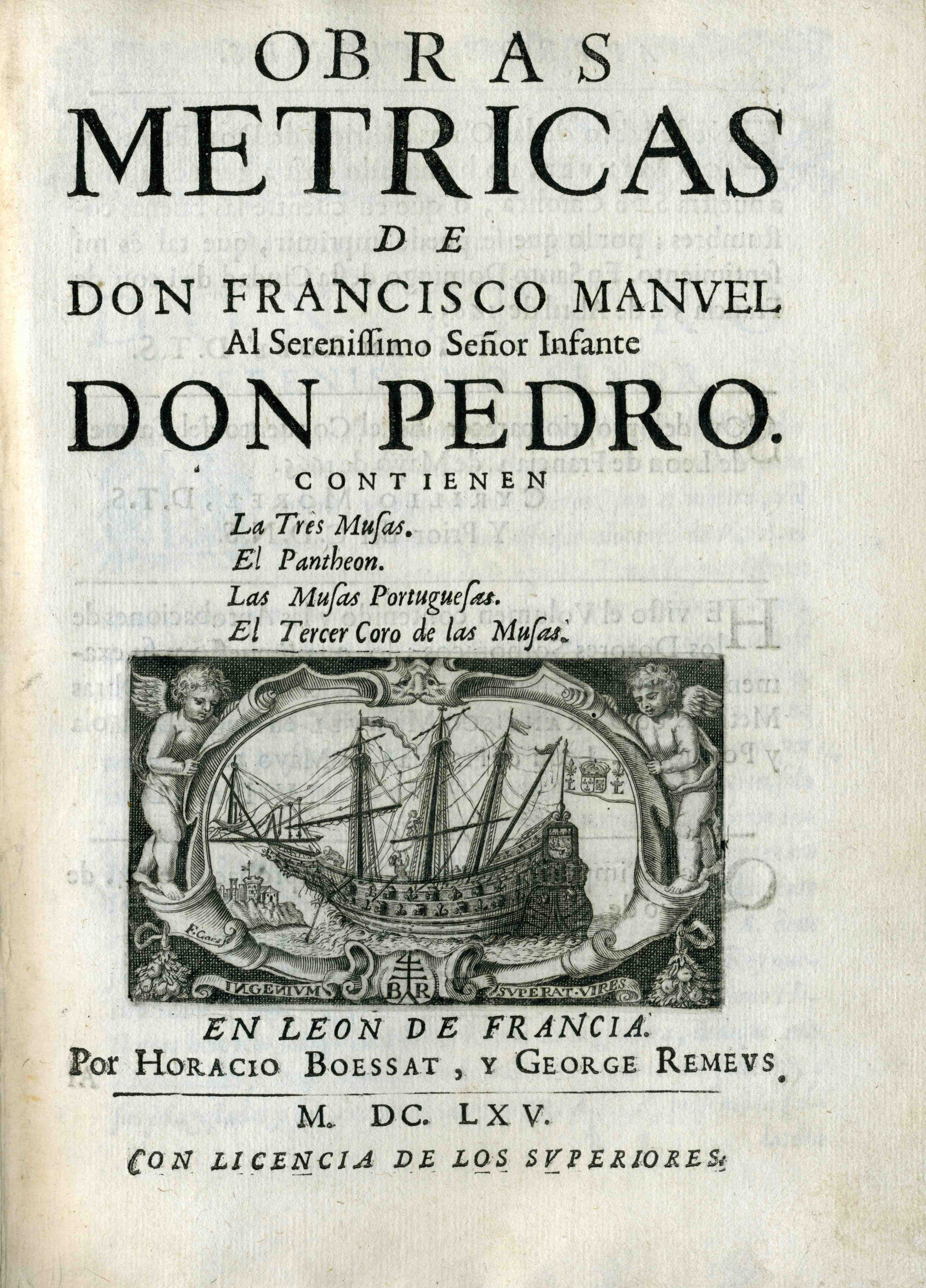
Francisco Manuel de Melo. Obras métricas. Lyon, 1665

Nació en Lisboa en una familia de alta hidalguía. Su padre era el militar Luís de Melo y murió en 1615 en la isla de São Miguel, dejando dos hijos: Francisco, de siete años de edad, y una hija, Isabel de Melo. La madre, María de Toledo de Maçuellos, era española, hija de un alcalde mayor de Alcalá de Henares y nieta del cronista y gramático portugués Duarte Nunes de Leão. Se cree que Francisco estudió Humanidades en uno de los colegios de la Compañía de Jesús, probablemente el de Santo Antão; en todo caso, adquirió una erudición notable que se hizo patente en sus obras. Siguió la carrera militar a ejemplo de su padre y estudió además matemáticas, frecuentando desde temprano la Corte. Fue hidalgo de la Casa Real y estuvo al servicio de la armada española en Flandes y Cataluña.
El episodio más famoso de esta etapa fue tal vez el que ocurrió en 1627 y describe en su Epanáfora trágica: sirviendo en la escuadra comandada por Manuel de Meneses, estuvo a punto de naufragar en el Golfo de Vizcaya, pero lograron llegar a la costa francesa. Poco después, en 1629, combatió victoriosamente a los corsarios berberiscos en una batalla naval en el Mediterráneo y fue armado caballero. En 1631 recibió la Orden de Cristo de manos del mismísimo Felipe IV y su presencia en la Corte madrileña se volvió constante. Capital del imperio más grande que se había visto hasta entonces, la ciudad asumía haberse vuelto centro político y cultural de la Península y las colonias hispanoportuguesas. Francisco Manuel de Melo entró así en contacto con eminentes intelectuales, entablando particular amistad con el célebre Francisco de Quevedo, al que hizo intervenir como personaje en su Hospital de letras.
En 1637 participó en la pacificación de la revuelta de Évora, acontecimiento que venía a preparar la restauración portuguesa. Cuando esta fue declarada por Juan IV de Portugal, la Corona española mandó prenderlo por sospechas de que había participado en la revolución en suelo luso. Y como tenía autorización para desplazarse a Flandes, huyó a Inglaterra y desde allí regresó a Portugal. Al rebelarse Cataluña contra Felipe IV y su valido el Conde-Duque de Olivares en 1640, luchó al mando de las fuerzas castellanas y reunió los datos que luego le sirvieron para escribir su Historia de la guerra de Cataluña, que solo abarca el primer año. En 1641, libre, le encargaron misiones diplomáticas en París, Londres, Roma y La Haya.
En este año se adhirió a la causa del rey portugués Juan IV, a quien prestó servicios militares y diplomáticos. El rey le encomendó viajar a los Países Bajos para reequipar la flota lusa, pero tres años después, en noviembre de 1644, fue detenido en Lisboa acusado falsamente de ser el inductor de un oscuro homicidio y pasó once años prisionero en condiciones bastante indulgentes (tenía criados, recibía visitas y disponía de todo tipo de libros) hasta 1655; esta prisión pudo deberse seguramente a alguna venganza política orquestada en las alturas. Ya tenía cuarenta y siete años cuando una sentencia lo desterró a Brasil, donde permaneció de 1655 a 1658. Allí concluyó su Historia de la guerra de Cataluña, valiéndose no solo de su experiencia personal, sino de diversos materiales de la propaganda catalana sobre el tema que había compilado, y en 1658, fallecido ya Juan IV, regresó a Portugal.

## Obras
Publicó un famoso discurso y se conserva su caudaloso Epistolario de más de quinientas cartas, muchas intercambiadas con Quevedo. Un año antes de fallecer publicó Obras métricas, pero su poesía y su obra en español solo ha sido estudiada recientemente: en Portugal sólo se tienen en cuenta sus obras en portugués, mientras en España únicamente se le recuerda por su Guerra de Cataluña, cuando escribió en español muchas más obras de interés e importancia. Se ha perdido la mayoría de su obra teatral, pero ha quedado su Auto do Fidalgo Aprendiz, publicado por primera vez en sus Obras métricas de 1665, y considerada la mejor pieza teatral de la literatura portuguesa del siglo XVII. Satiriza la hidalguía provinciana y la crítica ha señalado sus puntos en común con Le Bourgeois Gentilhomme de Molière. Sin embargo son patentes los influjos del teatro de Gil Vicente (sátira, crítica social, uso de la redondilla) y de Lope de Vega (división en jornadas, equívocos propios de la comedia de capa y espada), así como de la farsa Quem tem farelos?. En Alterações de Évora analiza los inicios del movimiento independentista de Portugal en 1640 en que se vio él mismo involucrado.
Escribió también el ensayo moralizante Carta de guía de casado (Lisboa, 1651). Trata cuestiones pertinentes al implícito en el título dirigidas a quienes se enfrentaban a las vicisitudes del matrimonio desde el punto de vista de la ética cristiana; refleja también una experiencia vital variada y profunda expresa en consejos de distinto orden, desde el gobierno económico del hogar al trato con las criadas, la convivencia conyugal etcétera, pero no va más allá de las recomendaciones cristianas de su tiempo: atribuye a la mujer una función subalterna al marido y un ámbito que termina en las cuatro paredes de la casa: la mujer casada debía ser prácticamente analfabeta y sumisa para ser feliz. Posee sin embargo gran interés literario, lingüístico, psicológico e histórico y no se asemeja a ninguna otra obra anterior dedicada al mismo asunto, ni siquiera entre los portugueses.
Los Apólogos Dialogais ("Apólogos dialogados") fueron publicados póstumos en fecha tan tardía como 1721. Se trata de una junta de varias obras: textos de crítica social y moral (Relógios Falantes, Escritório do Avarento, Visita das Fontes) y de crítica literaria (Hospital das Letras, escrito en 1657 y considerado primera obra de crítica literaria verdaderamente estructurada  en portugués).
Los apólogos, considerados por el propio Melo como obras "exquisitas" son diálogos entre objetos (salvo el Hospital de Letras, donde el diálogo se establece entre los autores Traiano Boccalini, Justo Lipsio, Francisco de Quevedo y el propio Francisco Manuel de Melo, muy apreciados por su refinamiento cortesano e ironía sutil. El autor se sirve hacer una crítica de costumbres no demasiado corrosiva, sino diplomática, aunque recurre a la sátira.
En Relógios falantes ("Relojes que hablan") el autor discute sobre los relojes de iglesia (de a Iglesia de las Llagas o das Chagas y de la villa de Belas, que representan a la ciudad y al campo) destacando que en cualquier lugar donde vivan hombres (sean campesinos o ciudadanos) existe hipocresía y frivolidad.
En Escritório do Avarento ("Escritorio del avaro") discuten sobre la corrupción cuatro monedas en la gaveta de un avariento. Y en “Visita das fontes” ("Visita de las fuentes"), conversan la Fuente nueva (Fonte nova de Terreiro do Paço) con una Fuente vieja (Fonte Velha do Rossio), la Estatua de Apolo que ornamenta a primera y el centinela que guarda la fuente. Aquí, en un lugar bastante concurrido en la época, se clasifica a los viandantes según sus vicios, haciéndose un retrato satírico de la sociedad lisboeta de la época.
En “Hospital de Letras”, aparte de apuntarse los defectos de los autores portugueses, son elogiados Gil Vicente, Sá de Miranda, Luis de Camões, Antonio Ribeiro Chiado y Jorge Ferreira de Vasconcelos, entre otros.

## Ediciones
Entre sus obras se encuentran: 

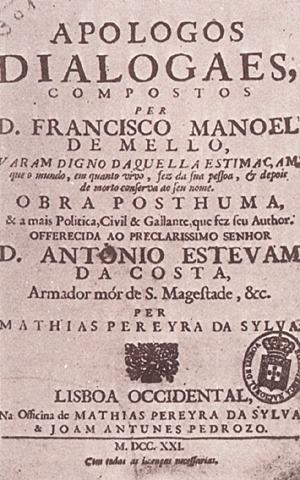
Portada de sus Apólogos dialogaes.

- Historia de los movimientos, separación y guerra de Cataluña (1645), escrito bajo el seudónimo de Clemente Libertino.
- Las tres musas del Melodino (Lisboa, 1649).
- Carta de guía de casados (Lisboa, 1651)
- Cartas familiares (Roma, 1664), memorias escritas durante su estancia en prisión.
- Obras Métricas (Lyon, 1665), escrita en castellano y portugués.
- Apólogos dialogados, textos de crítica social y moral.
- Auto del hidalgo aprendiz, teatro.
- Tratado de la ciencia cábala, sobre el ocultismo, fue publicado póstumamente en 1721.